# Psilostomum brevicolle
Psilostomum brevicolle är en plattmaskart. Psilostomum brevicolle ingår i släktet Psilostomum och familjen Psilostomatidae. Inga underarter finns listade i Catalogue of Life.